# Pelochyta songoana
Pelochyta songoana là một loài bướm đêm thuộc phân họ Arctiinae, họ Erebidae.